# حصار كليس
حصار كليس أو معركة كليس ( (بالكرواتية: Opsada Klisa, Bitka kod Klisa)‏ ، (بالتركية: Klise Kuşatması)‏ ) كان حصارًا لقلعة كليس في مملكة كرواتيا ضمن ملكية هابسبورغ . حصار القلعة، الذي استمر لأكثر من عقدين من الزمن، والمعركة الأخيرة بالقرب من كليس في عام 1537، كانت جزءًا من الحروب العثمانية الهابسبورغية بين القوات الكرواتية-الهابسبورغية المدافعة تحت قيادة اللورد الإقطاعي الكرواتي بيتار كروزيتش. والجيش العثماني المهاجم بقيادة الجنرال العثماني مراد بك تارديتش .
بعد النصر العثماني الحاسم في معركة قرابوة عام 1493، وخاصة بعد معركة موهاج عام 1526، واصل الكرواتيون الدفاع عن أنفسهم ضد الهجمات العثمانية. أدى الفتح العثماني خلال السنوات الأولى من القرن السادس عشر إلى تشكيل قوات أوسكوك ، والتي كان يقودها الكابتن الكرواتي بيتار كروزيتش، المعروف أيضًا باسم أمير كليس . كجزء من نظام هابسبورغ الدفاعي، استخدم أوسكوك القاعدة في كليس كموقع دفاعي مهم. لقد قاتلوا بمفردهم تقريبًا ضد العثمانيين، ودافعوا لأكثر من عقدين من الزمن عن القلعة ضد الهجمات العثمانية.